# کاپکو
کاپکو (انگلیسی: Capco) شرکت فناوری اطلاعات بریتانیایی است، که در سال ۱۹۹۸ تأسیس شد.
کاپکو یک شرکت مشاوره مدیریت کسب و کار و فناوری بریتانیایی است که عمدتاً در بخش‌های خدمات مالی و انرژی فعالیت می‌کند. دفتر مرکزی عملیاتی کپکو در لندن، انگلستان (تقریباً ۱۵۰۰ مشاور) و ۳۲ دفتر در سراسر قاره آمریکا، اروپا و آسیا و اقیانوسیه قرار دارد.
این شرکت عمدتاً در زمینه بانکداری، بازارهای سرمایه، مدیریت ثروت و سرمایه‌گذاری، بیمه، امور مالی، ریسک و انطباق با قوانین خدمات ارائه می‌دهد. همچنین دارای یک دفتر مشاوره انرژی در ایالات متحده است.